# Діотіма
Діотіма або Діотіма із Мантине́ї (грец. Διοτίμα) — давньогрецька філософиня, пророчиця, жриця та гетера. Одна з головних постатей в діалозі Платона «Бенкет». Навчила Сократа філософії любові (знанню про Ерос).

## Історичні відомості
У перекладі з грецької ім'я Діотіма (Διοτίμα ← Δίας (Зевс) + τιμή (честь) позначає «честь Зевса» або «шанована Зевсом».
«Вперше питання про те, що образ Діотіми вигаданий, поставив Марсіліо Фічіно у праці під назвою Oratio Septima II. До цієї праці, як наголошують дослідники, ніхто не ставив під сумнів існування такої жінки-філософа. Очевидним стає те, що італійський гуманіст не хотів допустити, щоб філософ, тим паче, який вчив Сократа філософії любові — був жінкою. Його думка стала настільки авторитетною, що наступні 500 років у текстах тих чи інших авторів можна бачити вислови, які співзвучні з поглядами Фічіно».
Взагалі, як зазначає дослідниця Марі Елен, існує три джерела, що свідчать на користь історичності Діотіми:
- І. Діалоги Платона
- ІІ. Письменники та мислителі елліністичної доби
- ІІІ. Археологічні артефакти з Оксфордської колекції[3].

Як зазначають стародавні рукописи, жриця Діотіма жила в стародавній Мантінеї, древньому місті в Аркадії, області Стародавньої Греції, яка відіграє важливу роль у Платонівському діалозі «Бенкет» (дослівно: «Симпозіум»).
Перше джерело щодо неї — це діалог Платона. Як зазначає Л. Джордж, основна причина неприйняття історичності Діотіми такою, якою вона постає у Платона, полягає в тому, що філософія для давніх греків була справою винятково чоловіків, і тому вчені сумнівалися, щоб Сократа аналізу філософських проблем навчала жінка. Однак майже всі характери в діалогах Платона, які знаходили, відповідали справжнім людям, що жили в Афінах часів античності.
Всі дані пізніших античних авторів засновані на діалогах Платона. Образ Діотіми деякі з них прикрашають з вигаданими доповненнями. Якщо це вигадана персонажка, яка може походити від Мантінеї — це натяк на свою функцію її як провидиці (Mantis). Згідно з однією з гіпотез, фігура Діотіми Платоном була введена як опонування праці Есхіна (теж учня Сократа), який в одному зі своїх творів теж виводить образ Діотіми.
Також деякі вчені здебільшого XIX — початку XX століть вважали, що Платон використав як прототип Діотіми Аспасію — другу дружину Перікла, інтелектом і дотепністю якої був вражений. Ідентичність Діотіми і Аспасії повністю спростовувало інше джерело — діалог Платона «Μενέξενоς» (Menexenos), в якому Аспасія виступала вже під власним ім'ям. Таким чином вчені дійшли висновку, що Платон не використовував вигадані імена, а Діотіма — реальна історична постать.
При написанні «Фрагментів досократиків» Дільс-Кранц не включили до змісту Діотіму; це ж стосується славносвісного і фундаментального «Словника Суда».

## У «Бенкеті» Платона

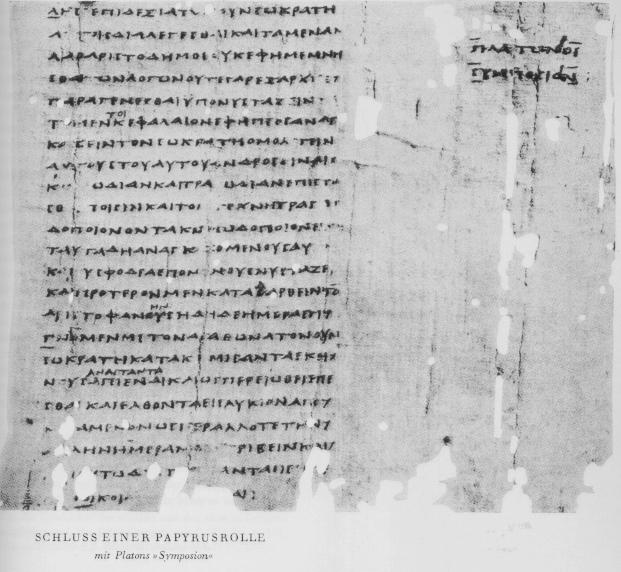
Папірус із текстом «Бенкету»

### Ситуація діалогу
Діотіма — єдина жіноча персонажка, яка в платонівському діалозі говорить. Це відбувається тому, що хоча хід діалогу відбувається в межах симпозіуму (пиятика, свято), сама Діотіма не бере участі в ньому. Сократ — головний герой діалогу, з розмов з Діотімою отримує знання про Ерос. У нього були спеціальні цілі для отримання такої освіти, коли Діотіма тимчасово відвідала Афіни та проживала в них. У симпозіумі Сократ може похвалитися своєю досконалою мудрістю. Він дає її висловлювання в прямій мові знову і знову, а також ототожнює себе з їх змістом, а не створює її як власну теорію.
Промови Діотіми є філософською кульмінацією «Бенкету». В іншому випадку, з промови Діотіми відомо, що вона була провидицею, чия мудрість дала їй екстраординарні здібності. За повідомленням Сократа, Діотіма була здатна відстрочити наступ чуми в Афінах протягом 10 років на жертви [Symp.201d], діючи як жриця. Це стосується чуми, яка спалахнула в Афінах у 430 р. до н. е. («афінська чума»). Жіноче ім'я Діотіма було рідкісним, частою була чоловіча форма Diotimos. У своєму відтворенні розмови з Діотімою [Symp 201d-212c] Сократ описує першу природу Ероса. Він приходить до неї, як до наставниці, вчительки. Ставлячи питання, які приведуть його до більшого розуміння, вона бере на себе роль акушерки знання, яку зазвичай грає Сократ в діалогах Платона. Там, де він повинен зізнатися, що не знає відповіді, вона відкриває йому істину.

### Промова Діотіми і її філософія любові
Діотіма, на відміну від усіх інших учасників «Бенкету», у діалозі із Сократом говорить виключно про гетерогенну любов.
В діалозі «Бенкет» можна виділити такі основні моменти філософії любові Діотіми:
1) Амбівалентність сутності любові
Як стверджує Діотіма, Ерос був зачатий на бенкеті в честь дня народження Афродіти. Це трапилось досить випадково, адже це була пиятика, а тому Пенія, як спрагла богиня бідності, вирішила злягтися із Поросом, богом багатства. До речі, цей міф про походження Ероса зустрічається в античній спадщині лише в даному діалозі. І цим пояснюється, на думку Діотіми, чому Ерос є постійним супутником Афродіти. Оскільки батьки Ероса були протилежними за природою, він увібрав риси як батька, так і матері. Російський філософ І. Ільїн коментуючи цей міф пише у праці «Про любов»: «бідність — бо у людини виникає почуття, що вона ніколи не володіє своїм скарбом (коханою особою) до кінця і що без неї і поза нею вона сама мізерна, сумна і самотня. Звідси почуття душевної слабкості, нещастя, розчарування у всьому і ремствування на свої злидні та бідність».

Відповідно: 
|  | Ерос бідний і, всупереч поширеній думці, зовсім не вродливий і не ніжний, а грубий, неохайний, не взутий і без домівки; він валяється на голій землі, під відкритим небом, біля дверей, на вулицях і, як справжній син своєї матері, зі злиднів не вилазить. Але з іншого боку, він по-батьківськи тягнеться до прекрасного і досконалого, він хоробрий, сміливий і сильний, він вправний ловець, невпинно будує будинки, він жадає розумності і досягає її, він все життя зайнятий філософією, він вправний чаклун і софіст. За природою своєю він ані безсмертний, ні смертний, в один і той же день він то живе, і розцвітає, якщо справи його хороші, то помирає, але успадкувавши природу батька, оживає знову. Він знаходиться також посередині між мудрістю і невіглаством [Symp. 203d-204a] |

Відповідно до амбівалентності Ероса стає ясним, що з появою любові, як підкреслює практично вся західноєвропейська філософська думка, ми стаємо на шлях, де різко зростають не тільки радощі життя, але ще більше його труднощі, біль, тривоги. Це зовсім новий стимул серед стимулів людської поведінки, і він кидає відблиск на всі інші стимули, зміщує їх рівновагу, різко змінює пропорції. Простота людського життя тепер зникає, народження любові ускладнює індивідуальне життя, позбавляючи його ясності, цілісності і чіткої визначеності.
2) Герменевтичність природи любові
Діотіма називає Ероса (любов) Великим генієм (Δαίμων μέγας) [Symp. 202d]. Геніальність його полягає в тому, що він є тлумачем і посередником між Божественним і людським світами (Ἑρμηνεῦον καὶ διαπορθμεῦον θεοῖς τὰ παρ ἀνθρώπων) [Symp.203e]. Тому, перебуваючи посередині між Богом і людьми, Ерос здійснює насамперед словесну службу. У цьому якраз його основна функція і сила. Він герменевт (δαμονιον ερμενεῦτον), що дає людям розуміння божественної істини. Саме в цьому ракурсі Платон і каже про еротичне знання: знання, яке починається з любові. Це знання, яке від любові дає особливе та унікальне розуміння всього.
Існуючи як акт і процес, любов відкриває розуміння і проводить герменевтику сущого в його таємному бутті, причому так, що завдяки йому люблячий і улюблене можуть брати участь одне в одному, розширюючи себе за рахунок Іншого і знаходячи тим самим себе в Іншому і при цьому не втрачати себе у всепоглинаючому екстазі. Істинна любов проявляється у своїй чистоті буття, і ті, хто опиняються залученими в цю стихію любові, постають у розрізі цього істинного буття, у світі чистих сутностей або, як сказав би Платон, ідей.
3) Зв'язок любові з філософією

Діотіма зазначає: 

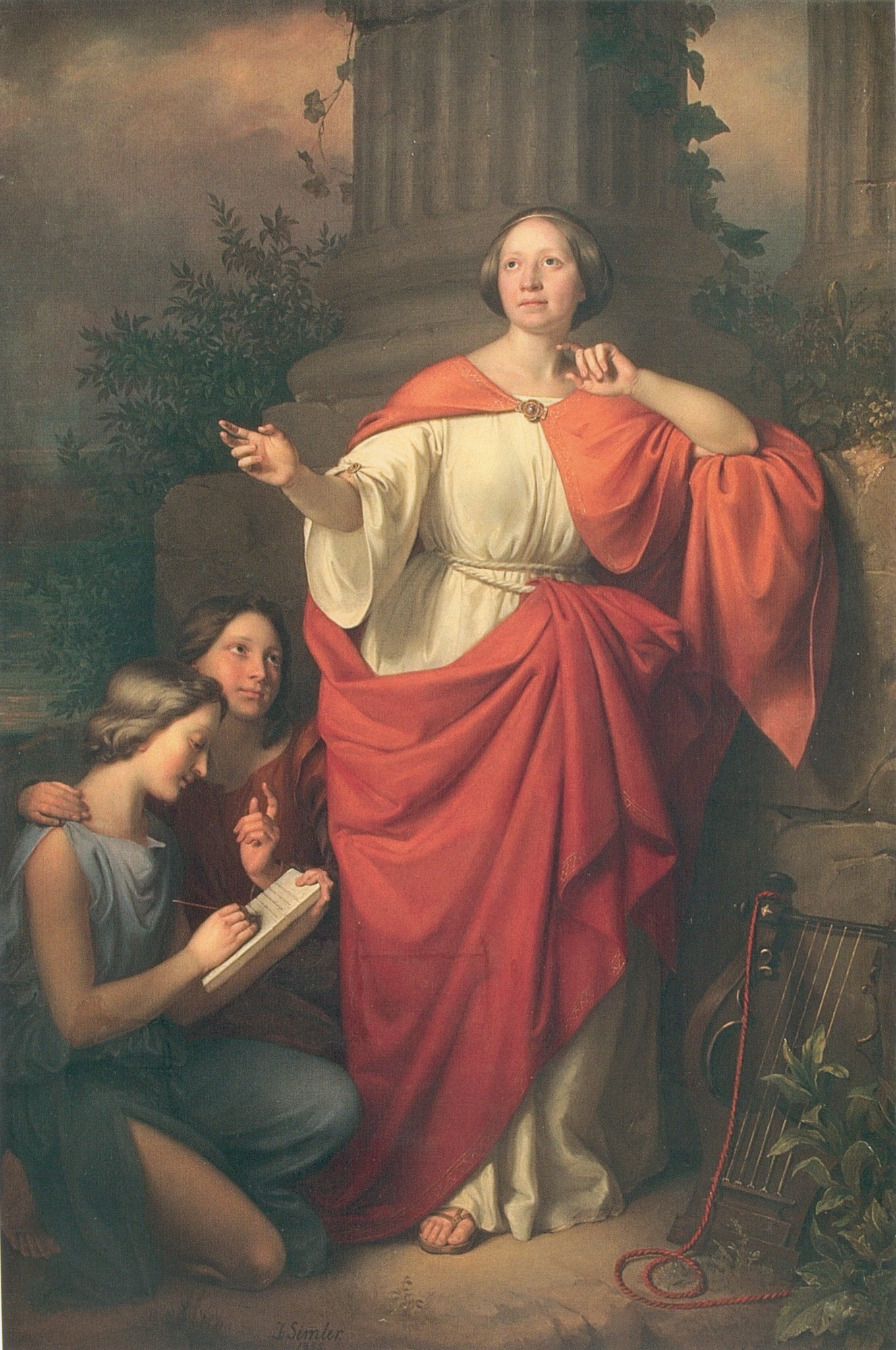
Ядвіга Лужевська (Jadwiga Łuszczewska) позує в ролі Діотіми, в живописі Юзефа Зіммлера, 1855

|  | Богів не приваблює філософія, в них немає прагнення стати розумними – вони є такими. Подібно й серед людей – якщо хтось розумний, філософія йому непотрібна. А втім, нерозумних теж не приваблює філософія, бо в них відсутнє саме бажання набратися розуму. В тому, власне, і найбільша вада невігластва, що чоловік, який не може похвалитися ні вродою чи доброзвичайністю, ані розумом, видається собі бездоганним, хоч насправді таким не є. Якщо ж хтось не відчуває потреби, то в нього немає й прагнення здобути те, чого, на його думку, він не потребує" [Symp.204a]. Мудрість вабить тих, хто посередині. І поміж такими ось Ерос. Бо мудрість – одне з найпрекрасніших благ, тоді як Ерос – прагнення до прекрасного, так що Ерос – неминуче філософ, тобто любомудр, і як філософові йому належить місце між мудрецем і невігласом. Причина ж того – його походження. Він – син батька, що мудрий та невичерпно багатий, і матері – немудрої й бідної" [Symp.204a-b] |

.
Оскільки любов за природою філософічна, мудра, філософська думка від античності (починаючи з Емпедокла) донині розглядає любов не лише як чуттєве та пристрасне бажання поєднатися з Іншим, але й як сутнісне пізнання, розумну та мудру силу, що здатна по-особливому розуміти. Мудрість як характеристика любові дозволяє їй максимально глибинно пізнавати, осягати все, що люблячу людину оточує, не стільки з якоїсь меркантильної, корисливої мотивації, скільки як щось вічне та неповторне, яке спонукає особистість до піклування та відповідальності за людину, до якої направлена інтенція любові.
4) Любов — це прагнення до безсмертя і зв'язок із прекрасним
Діотімі, згідно зі словами Сократа, належить у даному контексті наступна думка:
|  | Всі люди, Сократе, вагітні тілом і душею, і коли досягають певного віку, природа їхня прагне розродитися. Розродитися вона може тільки в прекрасному, у потворному родити не може. Коли сходяться чоловік і жінка – вони породжують. А родження є ділом божественним, бо вагітність і народження є виявом безсмертного начала у живому єстві, що є смертним. Одне, а друге не може статися там, де нема гармонії. Для всього божественного потворність – це брак гармонії, а прекрасне – гармонійне. Отож, при всякому народженні Мойрою та Ілітією є Краса. Тому, наблизившись до прекрасного, вагітне єство розкривається назустріч і розливається радістю, і породжує, і приводить на світ. Наблизившись до потворного, похмуро й тужно зіщулюється, відвертається, закривається і, замість того, щоб породжувати, затримує в собі обтяжливий плід. А тому той, хто носить у собі тягар сімені, хто повний творчої потуги, той відчуває піднесення від споглядання прекрасного, бо прекрасне дає звільнення від болісної туги... Гадаю, всі вони (люди) – і що достойніші, то більше роблять усе можливе, аби засвідчити свої безсмертні вчинки і зажити доброї слави. Вони прагнуть осягнути безсмертя. Мужі, що тілом плодющі, шукають, переважно, жінок, бо саме тут їхній Ерос: у своїх дітях, їх породивши, вбачають вони шлях до безсмертя, в дітях лишають пам’ять про себе і осягають блаженство на всі прийдешні часи [Symp.206c-d; 208e-209a] |

Для Діотіми сенсом любові є те, що вона долає смерть, адже люди воліють любити, бо прагнуть до безсмертя. Лише любов здатна перемогти смерть. Любов стає могутнішою за смерть, оскільки вона, підкреслює російська дослідниця феномену любові О. Зубець, «несе в собі безліч нещасть, любовна історія насичена випробуваннями. Але не тому, що вона є формою боротьби, що вимагає таємниці, тривоги і постійного здобуття коханої, як вважав автор „мистецтва куртуазної любові“ Андреас Капелланус. Любов сама по собі неминуче споруджує перепони. Вірніше, породжуваний нею вихід за рамки існуючої ціннісно-нормативної системи означає виникнення перешкод особливого роду. У житті і без любові в досягненні цілей, втілення цінностей завжди існують більші чи менші труднощі. Але в даному випадку перешкодою виступає не та або інша подія, факт, окрема норма або цінність, а вся ціннісно-нормативна система, хоча і виявлятися це трагічна ставлення може і у вигляді окремих проблем і складнощів».
Відомий антикознавець О. Ф. Лосєв, роздумуючи про онтологічно тісний взаємозв'язок любові та прекрасного у світлі платонівського «Бенкету», підкреслює: «естетичне переживання — це любов. Любов є вічне прагнення коханого до коханої. Це прагнення завершується шлюбом як у чуттєвій, так і в духовній реальності. Результатом шлюбу є породження нового, в якому люблячі вже дані у вигляді стійкого досягнення, де обоє злиті до непізнаваності. Ці досягнення є об'єктиваціями любові, і неважливо, де це відбувається — в просторі чуттєвості або духу. Таким чином, естетичне у своєму суб'єктивному аспекті є любовне прагнення і у своєму змісті просякнуте тими ж любовними прагненнями».
5) Самотність Еросу
За словами Діотіми, Ерот, будучи зачатим від Багатства і Бідності: «перш за все … бідний… і не взутий, і бездомний; він валяється на голій землі просто неба, біля дверей, на вулицях і як справжній син своєї матері, з потреб не виходить…» [Conv. 203d]. Позиція Діотіми, як зауважує дослідник Д. Ногль, прямо протилежна промові Арістофана, в якій найбільш послідовно розвивається ідея любові як бажання, прагнення людської природи подолати хворобливе почуття ізоляції, відчайдушно здолати самотність, з'єднавшись одне з одним ще раз.
Діотіма, як уособлення жіночого погляду на любов, акцентує увагу в першу чергу саме на тому, що Ерос один. Вона, починаючи його опис, починає не з зовнішньої (тілесної) сторони, а саме з внутрішньої (душевної / духовної). Ерос самотній, показуючи цим його складність, діалектичність, суперечливість, амбівалентність, таємничість. Всі перераховані якості говорять про те, що Любов (ерос) неможливо осягнути. Вона самотня тим, що завжди «на дистанції» від нас. Навіть тоді, коли ми її відчуваємо, коли ми любимо ту чи іншу Особистість, любов для нас залишається «великою таємницею». Адже навіть наймудріша людина Соломон писав, що він як людина «не знає (сутність) любові» (Еккл. 9:1) і що він до кінця так і не збагнув сенс «шляху (потягу) чоловіка до жінки» (Притч. 30, 19).

### Значення Діотіми в діалозі
Підсумовуючи словами англійського дослідника А. Блума, фрагмент «Бенкету», де розвивається діалог між Сократом та Діотімою, це одне з кількох місць в платонівському корпусі, де описується, як Сократ перестав бути досократичним філософом… і став Сократом, якого ми знаємо.
При всьому досі подекуди точиться дискусія, чому і навіщо Платон ввів образ Діотіми в діалог. Було навіть запропоновано, що Діотіма представляє софістів, а звідси стає опоненткою Платону. Проте даний підхід фактично не має серйозних аргументів та доказів.
Однак теорія Діотіми не є ідентично власним переконанням Платона.

## Вплив на античну філософську думку
Прокл у своїх коментарях до «Держави» Платона (I 248, 25-30 Kroll), слідуючи Тімею, каже, що відомі кілька жінок-піфагорійок, і поряд з Теано і Тіміхой називає Діотіму. Він, як кажуть деякі античні письменники, прокоментував також промови Діотіми в «Бенкеті».
Схоліаст до ритора II ст. н. е. Елія Арістаді іменує Діотіму «містеріальним філософом, провидицею», «жрицею Лікейського Зевса в Аркадії» (р. 468, sch. 127; 11, 15 Dindorfii), яка відстрочила так драматично зображену Фукідідом (II 47-54) чуму в Афінах (430 р.) на 10 років. Сам Елій Арістід називає Діотіму — поряд з Аспасією — найосвідченішою жінкою.
Вчення про любов з «Бенкету» використовували Плутарх та неполатонік Плотін, особливо у своїх текстах, коли намагались так чи інакше проінтерпретувати міф про походження Еросу.
В епоху Середньовіччя інтерес до постаті Діотіми був фактично втрачений і заново зріс у добу Відродження, завдяки італійським гуманістам.

## Вшанування пам'яті
Ім'я Діотіми часто використовувалося як прізвиська для філософських або художніх творів, журналів, есе, і т. д.
- Польська поетеса Ядвіга Лущевська (пол. Jadwiga Łuszczewska; 1834-1908) використовувала псевдонім Diotima (Деотіма).
- Німецький поет Фрідріх Гельдерлін використовував псевдонім Diotima як прізвисько Сюзетт Боркенштайн Гонтар (нім. Susette Borkenstein Gontard), яка надихнула його написати «Гіперіон». У цій роботі якийсь вигаданий персонаж під ім'ям Гіперіон посилає листи своїм друзям Белларміну і Діотімі.
- Італійський композитор Луїджі Ноно назвав одну зі своїх найбільш важливих робіт — струнний квартет «Fragmente-Stille, an Diotima», в якому також використовував фрагменти листів «Гіперіона» Фрідріха Гельдерліна.
- Діотіма — прізвисько однієї з головних героїнь у романі «Людина без властивостей» Роберта Музіля, кузини Ульріха Ермелінди («Герміни») Туцці.
- Діотіма — символ Лені Ріфеншталь в німому кіно «Свята Гора» (нім. Der Heilige Berg).
- Діотіма з'являється в короткому вірші «Ірпінь» Бориса Пастернака.
- У ролі Діотіми виступає Лідія Зінов'єва-Аннібал на так званих «Вечорах Гафиза».
- На честь Діотіми названо астероїд 423 Діотіма, відкритий в 1896 році.
- Діотіма вшанована на Поверсі спадщини Джуді Чикаго.